# Glykogenes
Glykogenes kallas den process när glykogen bildas genom att glukosmolekyler läggs till på kedjor av glykogen. Processen aktiveras av insulin som svar på höga glukosnivåer i blodet, till exempel vid förtäring av en kolhydratrik måltid.

## Steg för steg
1. Glukos omvandlas till glukos-6-fosfat med hjälp av något av enzymerna glukokinas eller hexokinas.
2. Glukos-6-fosfat omvandlas till glukos-1-fosfat. Detta katalyseras av enzymet fosfoglukomutas. En intermediär i denna omvandling är glukos-1,6-bisfosfat.
3. Glukos-1-fosfat omvandlas till UDP-glukos med hjälp av uridyltransferas (också kallat UDP-glukos-pyrofosforylas). I denna reaktion skapas även pyrofosfat, vilket med hjälp av pyrofosfatas omvandlas till två molekyler fosfatidylinositol.
4. Glykogensyntas kopplar ihop UDP-glukosmolekylerna till en glykogenkedja, som utgår från glykogenprimers eller glykogenin (små proteiner som formar primern).
5. 1,4-alfaglukandelningsenzym skapar förgreningar genom att överföra några glukosenheter i änden på en glykogenkedja till en punkt längre ner på kedjan. Grenen förlängs sedan även den av glykogensyntas.